# Diritti LGBT in Europa
     Matrimonio egualitario
     Unioni civili
     Riconoscimento delle convivenze
     Riconoscimento limitato dei matrimoni stranieri (diritto di residenza)
     La costituzione definisce matrimonio solo l'unione tra un uomo e una donna
     Nessun riconoscimento o dati non disponibili

Situazione legislativa in Europa:
Matrimonio egualitario
Unioni civili
Riconoscimento delle convivenze
Riconoscimento limitato dei matrimoni stranieri (diritto di residenza)
La costituzione definisce matrimonio solo l'unione tra un uomo e una donna
Nessun riconoscimento o dati non disponibili

Questa è una lista di tutte le leggi in Europa che concernono l'omosessualità, organizzata alfabeticamente per Stato.

## Europa
L'appartenenza all'Unione europea di alcuni degli Stati qui elencati non solo esige l'abrogazione delle legislazioni persecutorie degli omosessuali, ma, con il Trattato di Amsterdam, esige l'approvazione di legislazioni che regolamentano la questione (i termini di questa clausola non sono ancora stati attuati in molti dei paesi dell'Unione).
Va inoltre ricordato che nel 2011, le Nazioni Unite hanno approvato la prima risoluzione che riconosce diritti alle persone omosessuali e transgender, seguito da un report che documenta le violazioni dei diritti delle persone omosessuali, inclusi crimini di odio, criminalizzazione dell'omosessualità e discriminazioni. La maggioranza dei paesi europei ha sottoscritto questa dichiarazione.
Nel giugno 2018 la Corte di Giustizia dell’Unione Europea ha riconosciuto la validità del matrimonio egualitario in tutti i paesi membri "ai sensi della libera circolazione delle persone" (questa sentenza non riguarda l'approvazione del matrimonio egualitario nei singoli Stati membri ma la validità che tale istituto, ove esso sia stato celebrato nell'Unione Europea, deve essere comunque riconosciuto in uno Stato senza tale regolamentazione).
La Corte Europea dei Diritti dell'Uomo con sentenze storiche ha aperto la porta agli ordinamenti nazionali per legiferare ampliando i diritti LGBTQ+.

### Unione Europea
| Diritti LGBT in: | Omosessualità dichiarata | Riconoscimento dell'unione civile | Matrimonio egualitario                                                                                                   | Adozione | Accesso alle forze armate | Leggi anti-discriminazione (orientamento sessuale)                                                                                 | Leggi riguardo identità di genere e età del consenso | Voce                               |
| ---------------- | --- | --- | --- | --- | ------------------------- | --- | --- | ---------------------------------- |
| Austria          | Legale dal 1971 + firma dich. ONU | Coabitazione non registrata dal 2003, unioni civili dal 2010 | Legale dal 2019 | Legale dal 2016 | Si                        | In vigore dal 2004 | Equiparazione dell'età di consenso: 2002 | Diritti LGBT in Austria            |
| Belgio           | Legale dal 1795 + firma dich. ONU | Legale dal 2000 | Legale dal 2003 | Legale dal 2004 | Si                        | In vigore dal 2003 | Dal 2018 chirurgia e sterilizzazione non sono più necessari. Equiparazione dell'età di consenso (16 anni): 1985                                         | Diritti LGBT in Belgio             |
| Bulgaria         | Legale dal 1968 + firma dich. ONU | / Alcuni limitati diritti in tema di residenza per le coppie omosessuali sposate dal 2018                                                                                            | Divieto costituzionale dal 1991.                                                                                         | Adozione ai single. | Si                        | In vigore dal 2003 | Equiparazione dell'età di consenso: 2002 | Diritti LGBT in Bulgaria           |
| Cipro            | Legale dal 1998 + firma dich. ONU | Legale dal 2015 | No | No | dal 2018                  | In vigore dal 2004 | Equiparazione dell'età di consenso: 2002 | Diritti LGBT in Cipro              |
| Croazia          | Legale dal 1977 + firma dich. ONU | Unione solidale dal 2014 | Divieto costituzionale dal 2013                                                                                          | Legale dal 2022 | Si                        | In vigore dal 2003 | Equiparazione dell'età di consenso: 1998 | Diritti LGBT in Croazia            |
| Danimarca        | Legale dal 1933 + firma dich. ONU | Legale dal 1989. Primo stato a legalizzare le unioni civili omosessuali. | Legale da giugno 2012.                                                                                                   | Legale dal 2010 | Si                        | Condannati i crimini d'odio | Equiparazione dell'età di consenso (15 anni): 1979 | Diritti LGBT in Danimarca          |
| Estonia          | Legale dal 1992 + firma dich. ONU | Legale dal 2016 | Legale dal 1º gennaio 2024                                                                                               | Legale dal 1º gennaio 2024 | Si                        | In vigore dal 2004 | Equiparazione dell'età di consenso (14 anni): 2001 | Diritti LGBT in Estonia            |
| Finlandia        | Legale dal 1971 + firma dich. ONU | Legale dal 2002 | Legale dal 2017 | Legale dal marzo 2017 | Si                        | In vigore dal 1995 | Equiparazione dell'età di consenso: 1999 | Diritti LGBT in Finlandia          |
| Francia          | Legale dal 1791 + firma dich. ONU | PACS dal 1999 | Legale dal 2013 | Legale dal 2013 | Si                        | In vigore dal 1985 | Equiparazione dell'età di consenso (15 anni): 1982 | Diritti LGBT in Francia            |
| Germania         | Legale dal 1994 + firma dich. ONU | Unioni civili dal 2001 | Legale dal 2017 | Legale dal 2017 | Si                        | In vigore dal 1992 (alcune regioni) e dal 2006 (livello federale)                                                                  | Equiparazione dell'età di consenso (16 anni): 1989 | Diritti LGBT in Germania           |
| Grecia           | Legale dal 1951 + firma dich. ONU | Legale dal 2015 | Legale dal 2024 | Legale dal 2024 | Si                        | In vigore dal 2005 (luoghi di lavoro). La polizia ha il diritto di richiedere il test per le MTS.                                  | Equiparazione dell'età di consenso (15 anni): 2015 | Diritti LGBT in Grecia             |
| Irlanda          | Legale dal 1993 + firma dich. ONU | Legale dal 2011 | Legale da maggio 2015 | Legale da maggio 2015 | Si                        | In vigore dal 1989 | Il cambio di genere è legale dal 2015. Equiparazione dell'età di consenso: 1993.                                                                        | Diritti LGBT in Irlanda            |
| Italia           | Legale dal 1890 + firma dich. ONU | Legale dal 2016 | / La Corte di Cassazione ha ammesso la trascrizione di un matrimonio tra persone dello stesso sesso contratto all'estero | / La prima sezione civile della Corte di Cassazione ha ammesso la stepchild adoption. Il Tribunale dei minori di Firenze ha riconosciuto un'adozione congiunta effettuata all'estero da parte di una coppia gay | Yes                       | In vigore dal 2003 (luoghi di lavoro), in alcune Regioni (altri settori). Pubblicità discriminatorie su strade e veicoli dal 2021. | Il cambio di sesso è legale e i documenti possono essere modificati per adattarsi al genere riconosciuto. Equiparazione dell'età di consenso (14 anni)  | Diritti LGBT in Italia             |
| Lettonia         | Legale dal 1992 + firma dich. ONU | Legale dal 2022 | Divieto costituzionale dal 2006                                                                                          | No | Si                        | In vigore dal 2006 | | Diritti LGBT in Lettonia           |
| Lituania         | Legale dal 1993 + firma dich. ONU | / Alcuni limitati diritti in tema di residenza per le coppie omosessuali sposate dal 2018                                                                                            | Divieto costituzionale dal 1992                                                                                          | No | Si                        | Si | Equiparazione dell'età di consenso (14 anni): 2004 | Diritti LGBT in Lituania           |
| Lussemburgo      | Legale dal 1795 + firma dich. ONU | Legale dal 2004 | Legale dal 2015 | Legale dal 2015 | Si                        | Si | Divorzio, sterilizzazione o chirurgia non legalmente richiesti per cambiare sesso dal 2018 Equiparazione dell'età di consenso: 1992                     | Diritti LGBT in Lussemburgo        |
| Malta            | Legale dal 1973 + firma dich. ONU | Legale dal 2014 | Legale dal 2017 | Legale dal 2014 | Si                        | In vigore dal 2004 | Il cambio di sesso è legale e i documenti possono essere modificati per adattarsi al genere riconosciuto.                                               | Diritti LGBT a Malta               |
| Paesi Bassi      | Legale dal 1811 + firma dich. ONU | Legale dal 1998 | Legale dal 2001. Prima nazione a legalizzarlo.                                                                           | Legale dal 2001 | Si                        | In vigore dal 1993 | Equiparazione dell'età di consenso (16 anni): 1971 | Diritti LGBT nei Paesi Bassi       |
| Polonia          | Legale fino al XVIII secolo, criminalizzata nel XIX dalle leggi sulla sodomia di Russia, Germania e Austria-Ungheria. Nuovamente legale dal 1932 + firma dich. ONU | (proposto) | Divieto costituzionale                                                                                                   | Adozione ai single | Si                        | In vigore dal 2003 | Cambio di sesso legale; certificato di nascita modificato dopo la riassegnazione del genere. Equiparazione dell'età di consenso: 1932                   | Diritti LGBT in Polonia            |
| Portogallo       | Legale dal 1983 + firma dich. ONU | Legale dal 2001 | Legale dal 2010 | Legale dal 2016 | Si                        | In vigore dal 2004 | Il cambio di sesso è legale e i documenti possono essere modificati per adattarsi al genere riconosciuto.                                               | Diritti LGBT in Portogallo         |
| Rep. Ceca        | Legale dal 1962 + firma dich. ONU | Contratto di abitazione registrato dal 2006 | No | Adozione ai single | Si                        | In vigore dal 2001 | | Diritti LGBT nella Repubblica Ceca |
| Romania          | Legale dal 1996 + firma dich. ONU | / Alcuni limitati diritti in tema di residenza per le coppie omosessuali sposate dal 2018                                                                                            | No | No | Si                        | In vigore dal 2000 | Equiparazione dell'età di consenso (15 anni): 2002 | Diritti LGBT in Romania            |
| Slovacchia       | Legale dal 1962 + firma dich. ONU | / Alcuni limitati diritti per le coppie omosessuali in coabitazione non registrata dal 2018; alcuni limitati diritti in tema di residenza per le coppie omosessuali sposate dal 2018 | No | No | Si                        | In vigore dal 2004 | Equiparazione dell'età di consenso (15 anni): 1990 | Diritti LGBT in Slovacchia         |
| Slovenia         | Legale dal 1976 + firma dich. ONU | Legale dal 2006 | Legale dal 2022 | Legale dal 2022 / Stepchild adoption, legale dal 2011. | Si                        | In vigore dal 1998 | Il cambio di sesso è legale: nuovi documenti possono essere prodotti basandosi sulla nuova identità di genere. Equiparazione dell'età di consenso: 1976 | Diritti LGBT in Slovenia           |
| Spagna           | Legale dal 1979 + firma dich. ONU | Legale dal 1998 (progressiva introduzione per comunità autonome) | Legale dal 2005 | Legale dal 2005 | Si                        | [ 11 ] | Ley de Identidad de Género, introdotta nel 2007. Equiparazione dell'età di consenso: 1979.                                                              | Diritti LGBT in Spagna             |
| Svezia           | Legale dal 1944 + firma dich. ONU | Legale dal 1995 | Legale dal 2009 | Legale dal 2003 | Si                        | In vigore dal 1987 | Sterilizzazione e divorzio necessari per il cambio legale di genere. Equiparazione dell'età di consenso (15 anni): 1972                                 | Diritti LGBT in Svezia             |
| Ungheria         | Legale dal 1962 + firma dich. ONU | Contratto registrato di associazione dal 2009 | Divieto costituzionale dal 2012                                                                                          | No | Si                        | In vigore dal 2003 | Equiparazione dell'età di consenso (14 anni): 2002. | Diritti LGBT in Ungheria           |

### Altre nazioni europee
| Diritti LGBT in:                                  | Omosessualità                                                                                                | Riconoscimento unione civile                                                                          | Matrimonio                                                                      | Adozione                                                                                    | Accesso alle forze armate                       | Leggi anti-discriminazione (orientamento sessuale) | Leggi riguardo identità di genere e età del consenso | Voce                                  |
| ------------------------------------------------- | --- | --- | ------------------------------------------------------------------------------- | ------------------------------------------------------------------------------------------- | ----------------------------------------------- | --- | --- | ------------------------------------- |
| Albania (candidato UE)                            | Legale dal 1995 + firma dich. ONU                                                                            | sì | No                                                                              | No                                                                                          | Si                                              | Leggi anti-discriminazione sulla base dell'orientamento sessuale: 2010                                                                                 | Vietate le discriminazioni basate sul genere. Equiparazione età del consenso (14 anni): 2001                                                                 | Diritti LGBT in Albania               |
| Andorra                                           | Legale dal 1790, riconfermata tale nel 2005 + firma dich. ONU                                                | Legale dal 2005                                                                                       | Legale dal 2022                                                                 | Legale dal 2014                                                                             | Francia e Spagna sono responsabili della difesa | Leggi anti-discriminazione sulla base dell'orientamento sessuale: 2005                                                                                 | Legale dal 2022 | Diritti LGBT ad Andorra               |
| Armenia                                           | Legale dal 2002 + firma dich. ONU                                                                            | No | No                                                                              | No                                                                                          | ?                                               | No | | Diritti LGBT in Armenia               |
| Azerbaigian                                       | Legale dal 2000                                                                                              | No | No                                                                              | No                                                                                          | ?                                               | No | Equiparazione dell'età di consenso (16 anni): 2000 | Diritti LGBT in Azerbaigian           |
| Bielorussia                                       | Legale dal 1994                                                                                              | No | Divieto costituzionale dal 1994.                                                | No                                                                                          | No                                              | No | | Diritti LGBT in Bielorussia           |
| Bosnia ed Erzegovina (candidato UE)               | Legale dal 1998 + firma dich. ONU                                                                            | No | No                                                                              | No                                                                                          | Si                                              | Leggi anti-discriminazione sulla base dell'orientamento sessuale: 2003, mediante l'Atto di Parità di Genere.                                           | | Diritti LGBT in Bosnia ed Erzegovina  |
| Città del Vaticano                                | Legale | No | No                                                                              | No                                                                                          | ?                                               | No | L'età di consenso è equiparata a 18 anni. Vedi anche Diritti LGBT nella Città del Vaticano                                                                   | Diritti LGBT nella Città del Vaticano |
| Fær Øer (nazione costitutiva della Danimarca)     | Legale dal 1933                                                                                              | Legale dal 2016                                                                                       | Legale dal 2016                                                                 | Legale dal 2016                                                                             | La Danimarca è responsabile della difesa        | Leggi anti-discriminazione sulla base dell'orientamento sessuale: 2006.                                                                                | Equiparazione dell'età di consenso (15 anni): 1988 |                                       |
| Georgia                                           | Legale dal 2000 + firma dich. ONU                                                                            | No | (divieto costituzionale dal 2018)                                               | No                                                                                          | ?                                               | Leggi anti-discriminazione sulla base dell'orientamento sessuale: 2006                                                                                 | | Diritti LGBT in Georgia               |
| Gibilterra (dipendenza britannica d'oltremare)    | Legale dal 1993                                                                                              | Legale dal 2014                                                                                       | Legale dal 2016                                                                 | Legale dal 2014                                                                             | Il Regno Unito è responsabile della difesa      | Leggi anti-discriminazione sulla base dell'orientamento sessuale: 2004                                                                                 | Età di consenso: 16 anni. |                                       |
| Groenlandia (nazione costitutiva della Danimarca) | Legale dal 1933 + firma dich. ONU tramite la Danimarca.                                                      | Legale dal 1996                                                                                       | Si                                                                              | dal 2016                                                                                    | la Danimarca è responsabile della difesa.       | Come per la Danimarca | Come per la Danimarca |                                       |
| Guernsey (incluse Alderney, Herm e Sark)          | legale dal 1983                                                                                              | Unioni civili costituite nel Regno Unito sono riconosciute ad alcuni fini dal 2012,celebrate dal 2017 | Legale dal 2017 in Guernsey e dal 2018 in Alderney da marzo 2020 a Sark         | (dal 2017)                                                                                  | Il Regno Unito è responsabile della difesa      | [ 38 ] | Età di consenso (16 anni): 2012. |                                       |
| Islanda (candidato UE)                            | Legale dal 1940 + firma dich. ONU                                                                            | Legale dal 1996                                                                                       | Legale dal 2010                                                                 | Legale dal 2006                                                                             | Assenti                                         | [ 11 ] | Il cambio di sesso è legale e i documenti possono essere modificati per adattarsi al genere riconosciuto. Equiparazione dell'età di consenso (14 anni): 1992 | Diritti LGBT in Islanda               |
| Isola di Man                                      | Legale dal 1992                                                                                              | Legale dal 2011                                                                                       | Legale dal 2016                                                                 | Legale dal 2008                                                                             | Il Regno Unito è responsabile della difesa.     | Leggi anti-discriminazione sulla base dell'orientamento sessuale: 2005                                                                                 | Gender Recognition Act del 2009 |                                       |
| Jersey                                            | Legale dal 1990                                                                                              | Legale dal 2012                                                                                       | Legale dal 2018                                                                 | Si                                                                                          | Il Regno Unito è responsabile della difesa.     | Leggi anti-discriminazione sulla base dell'orientamento sessuale: 2004                                                                                 | Gender Recognition (Jersey) Law del 2010. Età di consenso equiparata nel 2007.                                                                               |                                       |
| Liechtenstein                                     | Legale dal 1989 + firma dich. ONU                                                                            | Convivenza registrata dal 2011                                                                        | Dal 1° gennaio 2025                                                             | Dal 2023                                                                                    | La Svizzera è responsabile della difesa         | Dal 2016 | Equiparazione dell'età di consenso: 2001 | Diritti LGBT in Liechtenstein         |
| Macedonia del Nord (candidato UE)                 | Legale dal 1996 + firma dich. ONU                                                                            | No | No                                                                              | No                                                                                          | Si                                              | Si | Equiparazione dell'età di consenso: 1996. |                                       |
| Moldavia                                          | Legale dal 1995                                                                                              | No | Divieto costituzionale dal 1994.                                                | No                                                                                          | Si                                              | Alcune città vietano la “propaganda dell'omosessualità”.                                                                                               | | Diritti LGBT in Moldavia              |
| Monaco                                            | Legale dal 1793 + firma dich. ONU.                                                                           | da giugno 2020                                                                                        | No                                                                              | No                                                                                          | La Francia è responsabile della difesa          | [ 41 ] | Età di consenso non equiparata (16 anni) | Diritti LGBT nel Principato di Monaco |
| Montenegro (candidato UE)                         | Legale dal 1977 + firma dich. ONU                                                                            | dal luglio 2021                                                                                       | Divieto costituzionale dal 2007.                                                | No                                                                                          | Si                                              | [ 43 ] | Vieta discriminazioni basate sull'identità di genere (richiede sterilizzazione e operazione chirurgica). Equiparazione dell'età di consenso: 1977            | Diritti LGBT in Montenegro            |
| Norvegia                                          | Legale dal 1972 + firma dich. ONU                                                                            | Legale dal 1993                                                                                       | Legale dal 2009                                                                 | Legale dal 2009                                                                             | Si                                              | Leggi anti-discriminazione sulla base dell'orientamento sessuale: 1981 (prima nazione a promuoverle).                                                  | Il cambio di sesso è legale e i documenti possono essere modificati per adattarsi al genere riconosciuto. Vedi anche Diritti LGBT in Norvegia                | Diritti LGBT in Norvegia              |
| Regno Unito                                       | Legale dal 1967 in Inghilterra e Galles, dal 1981 in Scozia e dal 1982 in Irlanda del Nord + firma dich. ONU | Unioni civili dal 2005                                                                                | Legale dal 2014 in Inghilterra, Galles e Scozia e dal 2020 in Irlanda del Nord. | Legale dal 2005 in Inghilterra e Galles, dal 2009 in Scozia e dal 2013 in Irlanda del Nord. | Si                                              | Leggi anti-discriminazione sulla base dell'orientamento sessuale: (definitivo) 2006                                                                    | Gender Recognition Act del 2004. Equiparazione dell'età di consenso (16 anni): 2001, e allineata alla suddetta età dal 2009 in Irlanda del Nord.             | Diritti LGBT nel Regno Unito          |
| Russia                                            | Legale dal 1993. Precedentemente legale dal 1917 al 1930.                                                    | No | (divieto costituzionale dal 2020)                                               | No                                                                                          | Si                                              | Alcune regioni vietano la propaganda dell'omosessualità. In occasione del Gay Pride di Mosca nel 2006 intervennero le forze di polizia per porvi fine. | Equiparazione dell'età di consenso: 1993 Sterilizzazione e chirurgia non più richiesti dal 2018                                                              | Diritti LGBT in Russia                |
| San Marino                                        | Legale dal 2001 + firma dich. ONU                                                                            | (dal 2019)                                                                                            | No                                                                              | / Stepchild adoption dal 2019                                                               | ?                                               | Sì | | Diritti LGBT a San Marino             |
| Serbia (candidato UE)                             | Legale dal 1994 + firma dich. ONU                                                                            | No | Divieto costituzionale                                                          | No                                                                                          | Si                                              | Leggi anti-discriminazione sulla base dell'orientamento sessuale: 2005                                                                                 | Sterilizzazione e chirurgia non più richiesti dal 2019 | Diritti LGBT in Serbia                |
| Svizzera                                          | Canton Ginevra, Vaud, Vallese e Ticino: legale dal 1798. In tutta la nazione dal 1942 + firma dich. ONU      | Contratti registrati di associazione dal 2007                                                         | Legale dal 2022                                                                 | Legale dal 2022                                                                             | Si                                              | Si | Equiparazione dell'età di consenso: 1992 | Diritti LGBT in Svizzera              |
| Turchia (candidato UE)                            | Legale dal 1858                                                                                              | No | No                                                                              | No                                                                                          | Sì                                              | No | Età di consenso equiparata a 18 anni | Diritti LGBT in Turchia               |
| Ucraina                                           | Legale dal 1991                                                                                              | No | Divieto costituzionale                                                          | No                                                                                          | Si                                              | No | Equiparazione dell'età di consenso: 1991 | Diritti LGBT in Ucraina               |

### Nazioni europee non totalmente riconosciute
| Diritti LGBT in:                                              | Omosessualità | Riconoscimento unione civile | Matrimonio | Adozione | Accesso alle forze armate | Leggi anti-discriminazione (orientamento sessuale)                     | Leggi riguardo identità di genere e età del consenso                              | Voce                          |
| ------------------------------------------------------------- | --- | ---------------------------- | ---------- | -------- | ------------------------- | ---------------------------------------------------------------------- | --------------------------------------------------------------------------------- | ----------------------------- |
| Cipro del Nord (riconosciuta solo dalla Turchia)              | (maschile legale dal 2014). Dopo la depenalizzazione dei rapporti omosessuali a Cipro del Nord, non ci sono più Stati in Europa che hanno leggi contro l'omosessualità. | No                           | No         | No       | No                        | Legge anti-discriminazione sulla base dell'orientamento sessuale: 2014 |                                                                                   | Diritti LGBT a Cipro del Nord |
| Kosovo (candidato UE - non riconosciuta da 82 Paesi dell'ONU) | Legale dal 1970 (in quanto parte della Serbia) | No                           | No         | No       | Si                        | , ma non esiste alcuna associazione LGBT riconosciuta/legalizzata.     | Equiparazione dell'età di consenso (14 anni): 1991 (in quanto parte della Serbia) | Diritti LGBT in Kosovo        |